# باشگاه فوتبال آبی‌پوشان اردبیل
باشگاه فوتبال آبی پوشان اردبیل یک باشگاه فوتبال ایرانی است که در شهر اردبیل واقع شده‌است.
باشگاه فوتبال شهرداری اردبیل در فصل ۹۴–۹۵ از لیگ آزادگان به لیگ دسته دوم سقوط کرد و پس از آن این تیم به باشگاه آبی پوشان اردبیل واگذار شد.

## واگذاری شهرداری اردبیل
در حالی که انتظار می‌رفت تا تیم شهرداری اردبیل به لیگ برتر خلیج فارس صعود کند، این تیم در آخرین دیدارهای خود نتیجه خوبی نگرفت و نه تنها به لیگ برتر صعود نکرد بلکه از لیگ آزادگان به لیگ دسته دوم سقوط کرد.
بعد از سقوط این تیم به لیگ دسته دوم، مسئولیت این تیم به آبی پوشان اردبیل واگذار شد.
ولی به دلیل ضعف مدیریتی و حمایت نکردن این تیم دو باره به یک پله پایین تر  لیگ دسته سوم مرحله دوم  سقوط کرد.